# 約翰·菲利普·帕爾姆
約翰·菲利普·帕爾姆（德語：Johann Philipp Palm / Johannes Philipp Palm，1768年12月17日 – 1806年8月26日）是一名生活在拿破崙戰爭期間的德國出版商，因為刊發攻擊拿破崙的小冊子而被處死。

## 生平
帕爾姆在符騰堡的紹恩多夫鎮出生，年輕時曾到埃朗根，在叔父約翰·雅各·帕爾姆（1750年 – 1826年）手下當學徒。此後，他在紐倫堡與一位姓斯泰因的出版商的女兒結婚，並繼承了岳父的出版社。
1806年春天，他的出版社把一本名為《德國深受侮辱》（德文：Deutschland in seiner tiefen Erniedrigung）的小冊子寄到奧格斯堡（後來的人相信該小冊子可能由安斯巴赫的菲利普·克里斯蒂安·耶林撰寫）。小冊子大肆抨擊拿破崙及其法國軍隊於巴伐利亞的所作所為，更呼籲民眾武裝起義或暗殺拿破崙。
當拿破崙本人得知這本小冊子的內容、並且無法找到小冊子的作者時，他下令拘捕把該小冊子付印出版的帕爾姆，並把他送到位於布勞瑙的一個軍事委員會受審。拿破崙向軍事委員會下達了秘密命令，要他們在24小時內處決帕爾姆。帕爾姆堅決拒絕透露作者的姓名，審判他的軍事委員會也不讓帕爾姆答辯。帕爾姆於1806年8月25日被送上袋鼠法庭，次日被槍決。

## 紀念
1866年，布勞瑙市豎立了一座 1:1 的銅像紀念帕爾姆，而在帕爾姆逝世100周年紀念時（1906年），巴伐利亞全國都有愛國主義者集會。
英國詩人湯瑪斯·坎貝爾在一次酒會時曾宣稱要向拿破崙祝酒，惹起在場人士不滿。他隨即為自己辯解，並不點名提及帕爾姆：「拿破崙確實是一位暴君，......，甚至是全人類的公敵。但我們仍必須公正地看待我們的敵人。不要忘記，他曾經槍殺一名出版商！」
阿道夫·希特勒在其自傳《我的奮鬥》中亦提到帕爾姆，並稱讚其為愛國者。他在該書的第一句寫道：「我有幸出生於布勞瑙這市鎮」，然後在同一頁提及帕爾姆：「當我們的祖國遭到羞辱時，一位出版商，約翰·帕爾姆，只因不幸地在當時熱愛德國，就被處死。他至死都沒有透露他的同黨或幕後主使人是誰。」
自2002年起，一個來自紹恩多夫的私人基金成立了「約翰·菲利普·帕爾姆獎」，表揚捍衛言論自由和新聞自由的人士。